# Katia Palma
Katia Janet Palma Montalvo (Lima, 17 de agosto de 1980) es una actriz, comediante y presentadora de televisión peruana.

## Biografía
Estudió en el colegio Nuestra Señora del Pilar en Santa Catalina en el distrito de La Victoria. 
En 2001 aparece en la televisión por primera vez en Nada personal de Frecuencia Latina, programa de espectáculos. Anteriormente estudió contabilidad en una universidad y vivía  en La Victoria.
En los años 2000 conoce a Saskia Bernaola y Patricia Portocarrero, quienes serían sus compañeras de actuación. Ya como integrante del elenco Patacláun participó en 2002 Patacómix. En 2010 Katia personificó a Sor Rento al trío de monjitas en El santo convento y La santa sazón. En 2012 dejó de pertenecer a la asociación.
En 2012 junto a sus exintegrantes Saskia y Patricia formaron Las Bándalas (estilizado como Banda-Las). Dicha agrupación tuvo una aceptable participación en el teatro y permaneció hasta 2016.
Desde 2014 es la jurado del programa de talentos Yo soy. Ese mismo año, condujo el programa de competencia Calle 7.
En 2018, Katia condujo el programa de medianoche Tunait, que duró pocos meses. Tras su salida, regresó como jurado en Yo soy. 
Desde finales de 2018 debutó con su show unipersonal cómico Los rollos de Katia.
En el 2023 participó en la  segunda temporada de El Gran Chef Famosos, quedando en octavo puesto. En noviembre de ese mismo año, también hizo una participación especial, como presentadora invitada en el programa Esto es guerra, reemplazando a Johanna San Miguel por tres días.

## Filmografía

### Cine
| Año  | Título                | Rol        | Notas  |
| ---- | --------------------- | ---------- | ------ |
| 2013 | Japy ending           | Dayana     | [ 16 ] |
| 2016 | Así nomás             | Secretaria | [ 17 ] |
| 2017 | Una navidad en verano | Ella misma |        |

### Televisión
| Año           | Título                 | Rol/Personaje                                                | Notas                                                              |
| ------------- | ---------------------- | ------------------------------------------------------------ | ------------------------------------------------------------------ |
| 2001          | Nada personal          |                                                              | Frecuencia Latina                                                  |
| 2001          | Patacómix              |                                                              | Patacláun                                                          |
| 2011          | El santo convento      | Sor Rento                                                    | Patacláun                                                          |
| 2011          | Habacilar              | Presentadora                                                 | [ 18 ] [ 19 ]                                                      |
| 2012-2022     | Yo soy                 | Jurado                                                       | Latina Televisión                                                  |
| 2014          | Calle 7                | Presentadora                                                 | [ 10 ]                                                             |
| 2016          | Los reyes del playback | Concursante                                                  | Latina Televisión                                                  |
| 2017          | Pensión Soto           | Cindy de Solano Ella misma                                   | Antagonista (como Cindy) Invitada en un episodio (como ella misma) |
| 2017          | Yo soy Kids            | Jurado                                                       | Latina Televisión                                                  |
| 2018          | Tunait                 | Presentadora                                                 | Latina Televisión                                                  |
| 2020          | Los reyes del playback | Presentadora                                                 | Latina Televisión                                                  |
| 2023          | El Gran Chef Famosos   | Participante 2.ª Temporada Presentadora en algunos episodios | Latina Televisión                                                  |
| 2023-presente | Esto es guerra         | Presentadora                                                 | América Televisión                                                 |

### Teatro
| Año  | Título               | Rol        | Notas                           |
| ---- | -------------------- | ---------- | ------------------------------- |
| 2017 | Los sospechosos Mata | Kelly      | Junto a Bernaola y Portocarrero |
| 2018 | Los rollos de Katia  | Ella misma | Primer show cómico              |